# Alojzy Alth
Alojzy Alth (ur. 2 czerwca 1819 w Czerniowcach, zm. 4 listopada 1886 w Krakowie) – polski geolog, paleontolog, prawnik, profesor Uniwersytetu Jagiellońskiego.

## Życiorys
Szkołę średnią i kurs filozofii ukończył w Czerniowcach. W latach 1837–1841 studiował prawo w Uniwersytecie Lwowskim, gdzie uzyskał tytuł doktorat praw. Po studiach pracował jako rzecznik sądowy we Lwowie, od 1848 do 1855 prowadził prywatną kancelarię prawniczą we Lwowie. W latach 1848–1855 był posłem na sejm prowincjonalny we Lwowie.

W 1855 przeprowadził się do Krakowa i tam kontynuował praktykę prawniczą do roku 1876. Prowadził między innymi obronę J. Łempickiego, służącego oskarżonego o pomoc w zabójstwie profesora UJ Ludwika Zejsznera.
Równolegle prowadził obserwacje geologiczne i pisał prace naukowe, które publikowane były między innymi w Jahrbuch fur Mineralogie. Bardzo duży wpływ na jego zainteresowania miały kontakty z geologiem i botanikiem Franciszkiem Herbichem. W 1862 otrzymał tytuł profesora zwyczajnego i objął katedrę Mineralogii i Geologii Uniwersytetu Jagiellońskiego. W latach 1867–68 i 1878-80 pełnił funkcję dziekana Wydziału Filozoficznego. Od 1873 członek czynny Akademii Umiejętności.
Autor ok. 40 prac naukowych z zakresu mineralogii, petrografii, geologii i tektoniki. Opracował pierwszą polską mapę hipsograficzną, napisał też pierwszy w języku polskim nowoczesny podręcznik mineralogii. Jako wiceprezes Towarzystwa Tatrzańskiego podał pierwszy obszerny opis Doliny Chochołowskiej (Wycieczka do doliny Chochołowskiej (1879)) oraz badał skały okolic Czerwonych Wierchów. W 1876 zainicjował wydanie Atlasu Geologicznego Galicji.
Współpracował z Franciszkiem Bieniaszem i Marianem Łomnickim przy pracach nad monografią fauny jurajskiej Wapień niżniowski i jego skamienieliny (1881). Pracował również nad zagadnieniami pochodzenia belemnitów, prowadził badania pancerza ryb paleozoicznych Podola.
Był członkiem kilkunastu Towarzystw Przyrodniczych w całej Europie.
Zgromadził duże zbiory paleontologiczne i geologiczne zakupione dla katedry Geologii Uniwersytetu Jagiellońskiego.
Pochowany na cmentarzu Rakowickim w Krakowie (kwatera Q, płn.-wsch.).

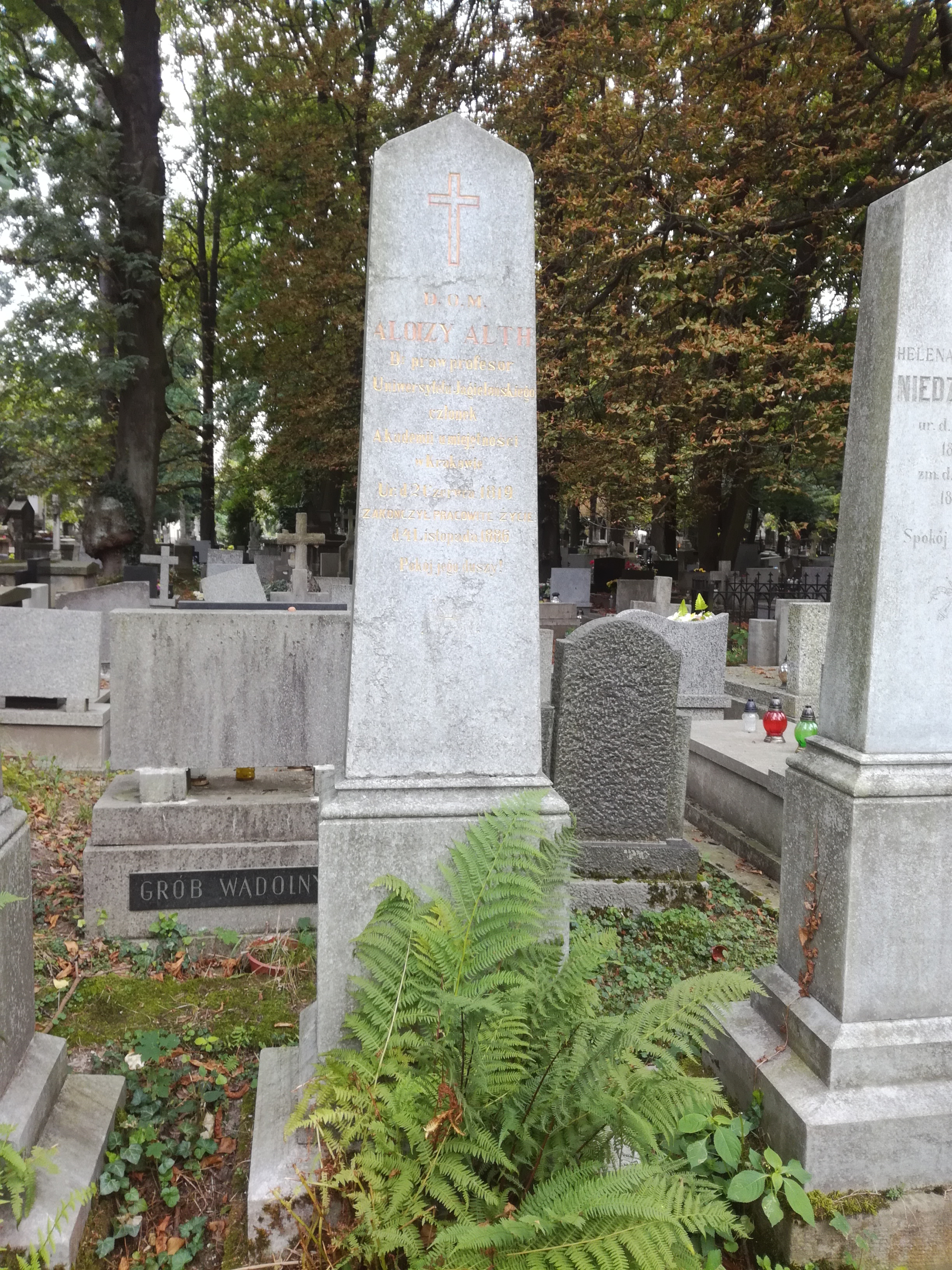
Grób prof. Alojzego Altha na cmentarzu Rakowickim

## Wybrane publikacje naukowe
- Geognostisch-paleontologische Beschreibung der nachsten Umgebung von Lemberg (1849)
- Ein Ausflug in die Marmaroscher Karpathen (1857)
- Ueber die Gypsformation der Nord-Karpathen Lander (1858)
- Rzut oka na kształt powierzchni Galicyi i Bukowiny (1861)
- Rzecz o bryłach kulistych znajdujących się w okolicy Kałusza i Ładawy na Podolu (1864)
- Zasady mineralogji (1869)
- Rzecz o ropie i wosku ziemnym na Galicyi (1870)
- Wapień niżniowski i jego skamienieliny (1881)